# كورتيس براون
كورتيس براون (بالإنجليزية: Curtis Brown)‏ (و. 1956 – م) هو ضابط، ورائد فضاء من الولايات المتحدة الأمريكية . ولد في إليزابيثتاون، كارولاينا الشمالية .

## ريادة الفضاء
شارك في المهمات الفضائية:
- STS-66[4]
- STS-95[4]
- STS-47[4]
- STS-103[4]
- STS-77[4]
- STS-85.[4]

## التعليم
تعلم في U.S. Air Force Test Pilot School، وأكاديمية سلاح الجو الأمريكي

## الخدمة العسكرية
خدم في القوات الجوية الأمريكية.